# 下花细辛
下花細辛（學名：Asarum hypogynum）为马兜铃科细辛属的植物，是台灣的特有植物。分布于台灣阴湿地，目前尚未由人工引种栽培。